# 岩手村 (山梨県)
岩手村（いわでむら）は山梨県東山梨郡にあった村。現在の山梨市東・西にあたる。

## 地理
- 山：荒神山
- 河川：笛吹川

## 歴史
- 1889年（明治22年）7月1日 - 町村制の施行により、近世以来の岩手村が単独で自治体を形成。
- 1954年（昭和29年）7月1日 - 日下部町・加納岩町・山梨村・八幡村・後屋敷村・日川村と合併して山梨市が発足。同日岩手村廃止。

## 交通

### 道路
- 国道140号